# Авги (1937 – 1939)
„Авги“ (на гръцки: «Αυγή», в превод Зора) е гръцко списание, издавано в преспанското село Ръмби (Лемос), Гърция.

## История
Списанието започва да излиза в 1937 година и има образователна насоченост. Спира в 1939 година. Вестникът е издаван от прогресивния учител Лазарос Вафиадис, докато преподава в Ръмби. Вафиадис е автор на книгата „Красотите на Преспа“ и е екзекутиран от германците в 1943 година в лагера „Павлос Мелас“ в Солун.